# 元龍 (選區)
元龍（英語：Yuen Lung，代號：M04）是香港元朗區議會下轄的選區，2015年設立，涵蓋私人屋苑為主，2023年取消，末任區議員為立言香港召集人張秀賢。

## 範圍
選區位於元朗新市鎮東部，包括新元朗中心、新時代廣場（以住宅部份英文名稱Yoho Town、Yoho Midtown為人所認識）、位於鳳攸北街以北的樓宇及稱為雞地的批發市場組合而成，以新時代廣場內人口較多。選區名稱以區內南部的元龍街命名，與其相連的選區有十八鄉北、十八鄉東、鳳翔與及元朗中心，投票站設於中華基督教會基元中學。

## 沿革
2014年選舉事務處因應大量人口遷入新時代廣場，分拆鳳翔選區，將西鐵元朗站以南屋苑劃出新選區，以元龍為名，並且吸收新元朗中心使人口在限額之內。雖然諮詢時有意見認為鳳攸北街以北的樓宇不應由鳳翔劃到本區，但由於未有其他方案使元龍合符人口限額，故採用現有邊界。
2015年區議會選舉，當時人口估算約13,959人，其中有6,060位選民，由兩位委任議員新民黨王威信及經民聯莊健成（2019年於鳳翔選區參選的莊展銘父親）在取消取委任制的前提下爭取以直選連任，而民主派並沒有正式派人出戰，選舉氣氛亦因而提高。最終王威信以2,651票擊敗取得362票的莊健成而成功連任，王其後連任元朗區議會副主席。
王威信在2019年被指因2020年立法會選舉安排退出新民黨，其後在3月他和黨友郭靜然轉投經民聯。
2019年區議會選舉，捲入元朗襲擊事件的時任區議員王威信，面對代表民主派的前中大學生會會長張秀賢挑戰，結果張秀賢以接近900票擊敗王威信當選。2021年10月張秀賢以身體出現腫瘤，未能履行議員職務而請辭。

## 歷屆議員
| 屆別                   | 議員   | 政治聯繫 | 政治聯繫        |
| ---------------------- | ------ | -------- | --------------- |
| 2016年－2019年         | 王威信 |          | 新民黨 → 經民聯 |
| 2020年－2021年10月21日 | 張秀賢 |          | 立言香港        |
| 2021年10月22日－2023年 | 懸空   | 懸空     | 懸空            |

## 歷屆選舉結果
| 政党   | 政党     | 候选人    | 票数  | %     | ±      |
| ------ | -------- | --------- | ----- | ----- | ------ |
|        | 立言香港 | ①. 張秀賢 | 3,177 | 58.13 | 不適用 |
|        | 獨立     | ②. 周樂寧 | 7     | 0.13  | 不適用 |
|        | 經民聯   | ③. 王威信 | 2,281 | 41.74 | ▼46.25 |
| 多数票 | 多数票   | 多数票    | 896   | 16.40 | ▼59.57 |

| 政党   | 政党   | 候选人    | 票数  | %     | ±      |
| ------ | ------ | --------- | ----- | ----- | ------ |
|        | 新民黨 | ①. 王威信 | 2,651 | 87.99 | 新選區 |
|        | 經民聯 | ②. 莊健成 | 362   | 12.01 | 新選區 |
| 多数票 | 多数票 | 多数票    | 2,289 | 75.97 | 新選區 |

## 資料來源
1. ↑   (PDF). 香港特區政府憲報.   [2019-12-05]. （原始内容 (PDF)存档于2019-12-05）.
2. ↑   (PDF). 香港特區政府憲報.   [2019-12-05]. （原始内容 (PDF)存档于2020-08-20）.
3. ↑   (PDF). 香港特區政府憲報.   [2015-09-25]. （原始内容存档 (PDF)于2015-11-22）.
4. ↑  【政圈風聲】葉劉擬戰超區失猛將 王威信退黨轉投經民聯？ （页面存档备份，存于）。